# Tauziehen bei den Olympischen Spielen
Tauziehen gehörte von 1900 bis 1920 zum Programm der Olympischen Spiele. Tauziehen gilt heute als eigenständige Sportart, früher wurde es der Schwerathletik bzw. der Leichtathletik zugerechnet. Der 1960 gegründete Weltverband Tug of War International Federation (TWIF) wurde 2002 vom IOC anerkannt.

## Übersicht der Wettbewerbe
| Wettbewerb             | 96 | 00 | 04 | 06  | 08 | 12 | 20 | seit 1924 | Gesamt |
| ---------------------- | -- | -- | -- | --- | -- | -- | -- | --------- | ------ |
| Tauziehen - Männer     |    | •  | •  | (•) | •  | •  | •  |           | 5      |
| Anzahl der Wettbewerbe |    | 1  | 1  | (1) | 1  | 1  | 1  |           | 5      |

## Die Wettbewerbe im Einzelnen

### Paris 1900
In Paris traten nur zwei Mannschaften an, ein französisches Team und ein gemischtes Team mit Dänen und Schweden. Jede Mannschaft bestand aus sechs Sportlern. Es wurden maximal drei Durchgänge ausgetragen, wer zwei davon gewann, war der Sieger.

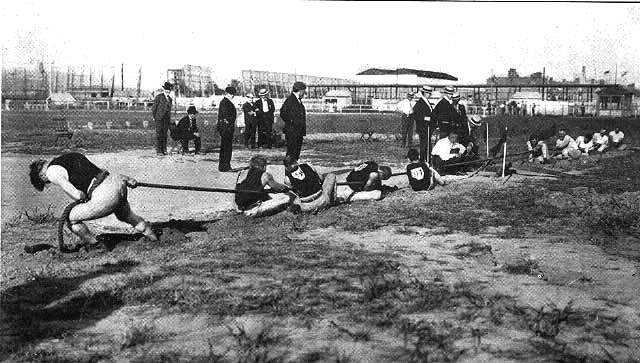
Tauziehen bei den Olympischen Spielen 1904

### St. Louis 1904
Die fünf Mannschaften traten im K.-o.-System gegeneinander an.

### Athen 1906 (vom IOC nicht anerkannt)
Bei den Zwischenspielen in Athen traten vier Mannschaften an. Im ersten Durchgang setzten sich Deutschland gegen Griechenland und Schweden gegen Österreich durch. Im zweiten Durchgang siegte Deutschland gegen Schweden und Griechenland gegen Österreich.

### London 1908
Es nahmen fünf Mannschaften teil, drei britische, eine schwedische und eine aus den USA. Eine Mannschaft bestand aus acht Sportlern.

### Stockholm 1912
Geplant war ein Wettkampf mit fünf Teams jeder gegen jeden, doch angetreten sind nur Schweden und Großbritannien.

### Antwerpen 1920
Die fünf Teilnehmer ermittelten die Medaillen im Bergvall-System. Nach der K.-o.-Runde um Gold spielten die Mannschaften, die gegen den späteren Sieger ausgeschieden waren, eine K.-o.-Runde um Silber und anschließend nach demselben Schema eine dritte K.-o.-Runde um Bronze.

## Ewiger Medaillenspiegel
Stand: 1920
| Rang | Land                 | Goldmedaille | Silbermedaille | Bronzemedaille | Gesamt |
| ---- | -------------------- | ------------ | -------------- | -------------- | ------ |
| 1    | Großbritannien       | 2            | 2              | 1              | 5      |
| 2    | Gemischte Mannschaft | 1            | 1              | 1              | 3      |
| 3    | Vereinigte Staaten   | 1            | 1              | –              | 2      |
| 4    | / Schweden           | 1            | –              | (1)            | 2      |
| 5    | Deutschland          | (1)          | –              | –              | 1      |
| 6    | Griechenland         | –            | (1)            | –              | 1      |
|      | Niederlande          | –            | 1              | –              | 1      |
| 8    | Belgien              | –            | –              | 1              | 1      |